# نيت كول
نيت كول (بالإنجليزية: Nate Cole)‏ هو مغن مؤلف أمريكي، ولد في 19 مايو 1981.